# Pierre Meyer
Pour les articles homonymes, voir Meyer.
Pierre Meyer né le 29 octobre 1952 à Bouxwiller est un entrepreneur alsacien, créateur et dirigeant du cabaret le Royal Palace à Kirrwiller.

## Biographie
Son père François Meyer est instituteur sa mère Lucie Adam est fille de restaurateur-hôtelier à Kirrwiller. Dès l'âge de 14 ans Pierre Meyer commence sa vie professionnelle comme apprenti cuisinier au casino de Niederbronn.

### Cabaret
A 19 ans, il se met aux cuisines de l'établissement familial transformée par ses parents après la Seconde Guerre mondiale en dancing et en 1980 son père lui en laisse la direction ,.
En 1989. Il fait construire une scène de 200 m2 et se lance dans la production directe de spectacles.Il double sa clientèle en un an.
En 1996, Pierre Meyer entreprend la construction d'un théâtre avec une capacité de mille places.
En 2021, il raconte son histoire dans un livre, intitulé "On m'a pris pour un fou".

### Vie privée
Pierre Meyer est marié avec Cathy Meyer et a un fils, Mathieu Meyer

## Ouvrage
- 2021 "On m'a pris pour un fou "  Éd du Signe de Pierre Meyer